# Lacey Duvalle
Lacey Duvalle (n.* 5 aprilie 1982, în Washington, D.C., USA) este o actriță porno nord-americană.

## Premii și nominalizări
- 2009: Urban X Awards Winner – Best POV Sex Scene – Tunnel Vision